# Eufrozyna
Eufrozyna – imię żeńskie pochodzenia greckiego. Wywodzi się od słowa euphrosýne oznaczającego radość. Eufrosyne była jedną z mitologicznych Gracji, bogiń wdzięku i radości.
Występowanie potwierdzone w Polsce od 1220 r., spotykane do XIX wieku. Imię rzadkie, w styczniu 2024 r. w rejestrze PESEL, wśród publicznie dostępnych danych dotyczących osób żyjących, wykazano 141 kobiet o imieniu Eufrozyna nadanym jako imię pierwsze.
Eufrozyna imieniny obchodzi:
- jako wspomnienie św. Eufrozyny z Aleksandrii – 1 stycznia[1] lub 11 lutego[1][4][5], a w Cerkwi prawosławnej – 25 września[1]
- jako wspomnienie św. Eufrozyny z Połocka – 23 maja[1]
- 3 września[1][4][5].

W czasach chrześcijańskich imię to spopularyzowała osoba m.in. Egipcjanki – św. Eufrozyny (V w n.e.). W historii Polski nosiły to imię m.in.:
- Eufrozyna mazowiecka (1292–1328/1329), księżna oświęcimska.
- Eufrozyna opolska, matka Władysława I Łokietka,
- Eufrozyna Przemysłówna, prawnuczka św. Jadwigi, księżniczka wielkopolska, ksieni trzebnicka.

Inne kobiety o tym imieniu:
- Eufrozyna Mścisławówna – królowa Węgier
- Eufrozyna Dukaina Kamaterina – cesarzowa bizantyjska